# 2753 Дункан
2753 Дункан  (2753 Duncan) — астероїд головного поясу, відкритий 18 лютого 1966 року.
Тіссеранів параметр щодо Юпітера — 3,318.